# Matrimonio igualitario en Chile
El matrimonio igualitario en Chile es legal desde marzo de 2022. El 9 de diciembre de 2021 el presidente chileno Sebastián Piñera promulgó la Ley de Matrimonio Igualitario, tras ser aprobada dos días antes por el Congreso Nacional de Chile.

## Historia
El primer candidato presidencial chileno en declararse a favor del matrimonio homosexual e incluirlo en su eventual programa de gobierno fue Tomás Hirsch, quien lo dejó de público manifiesto en el debate presidencial de las elecciones de 2005.
La primera iniciativa para legislar sobre el matrimonio igualitario, fue presentada al Congreso chileno en marzo de 2008 por el diputado Marco Enríquez-Ominami en compañía de otros siete parlamentarios, pero posteriormente no contó con el respaldo suficiente para su aprobación. Hubo una segunda iniciativa en agosto de 2010 presentada por el senador Fulvio Rossi, en compañía de los senadores Isabel Allende Bussi y Guido Girardi, teniendo como precedente la aprobación del matrimonio igualitario en Argentina ese mismo año, no obstante, la propuesta no fructificó y fue archivada.
Cada año se realizan en distintas ciudades de Chile las marchas del orgullo —destacando la marcha realizada en Santiago—, donde miles de manifestantes le exigían al gobierno chileno la aprobación del matrimonio igualitario, entre otros temas referentes a la comunidad LGBT nacional.
Debido a la histórica y férrea oposición a equiparar el matrimonio a parejas homosexuales por parte de la Iglesia católica en Chile y de otros sectores conservadores e influyentes dentro de la sociedad y política chilena, como algunas iglesias evangélicas, especialmente del ala pentecostal, se comenzó a debatir la idea de regularizar las uniones homosexuales mediante una figura legal más restrictiva, en especial hacia temas como la adopción homoparental. Como resultado de éstas discusiones, el presidente Sebastián Piñera envió al Congreso Nacional el proyecto de ley de unión civil en agosto de 2011, que pretendía crear un reconocimiento a las parejas del mismo sexo dentro del derecho de familia chileno, diferenciándolo al matrimonio civil. Luego de 44 meses en tramitación legislativa y tras sufrir una serie de modificaciones al proyecto original, finalmente fue aprobado el Acuerdo de Unión Civil (AUC) y promulgado el 15 de abril de 2015, pudiendo ser celebrada las primeras ceremonias a partir del 22 de octubre de ese mismo año.
La primera boda gay no simbólica en el país, fue celebrada en septiembre de 2015 en la Embajada del Reino Unido en Santiago, entre un ciudadano chileno y uno británico, aplicando la legislación marital británica bajo el principio de extraterritorialidad y previa autorización del Ministerio de Relaciones Exteriores de Chile.

### Tramitación legislativa

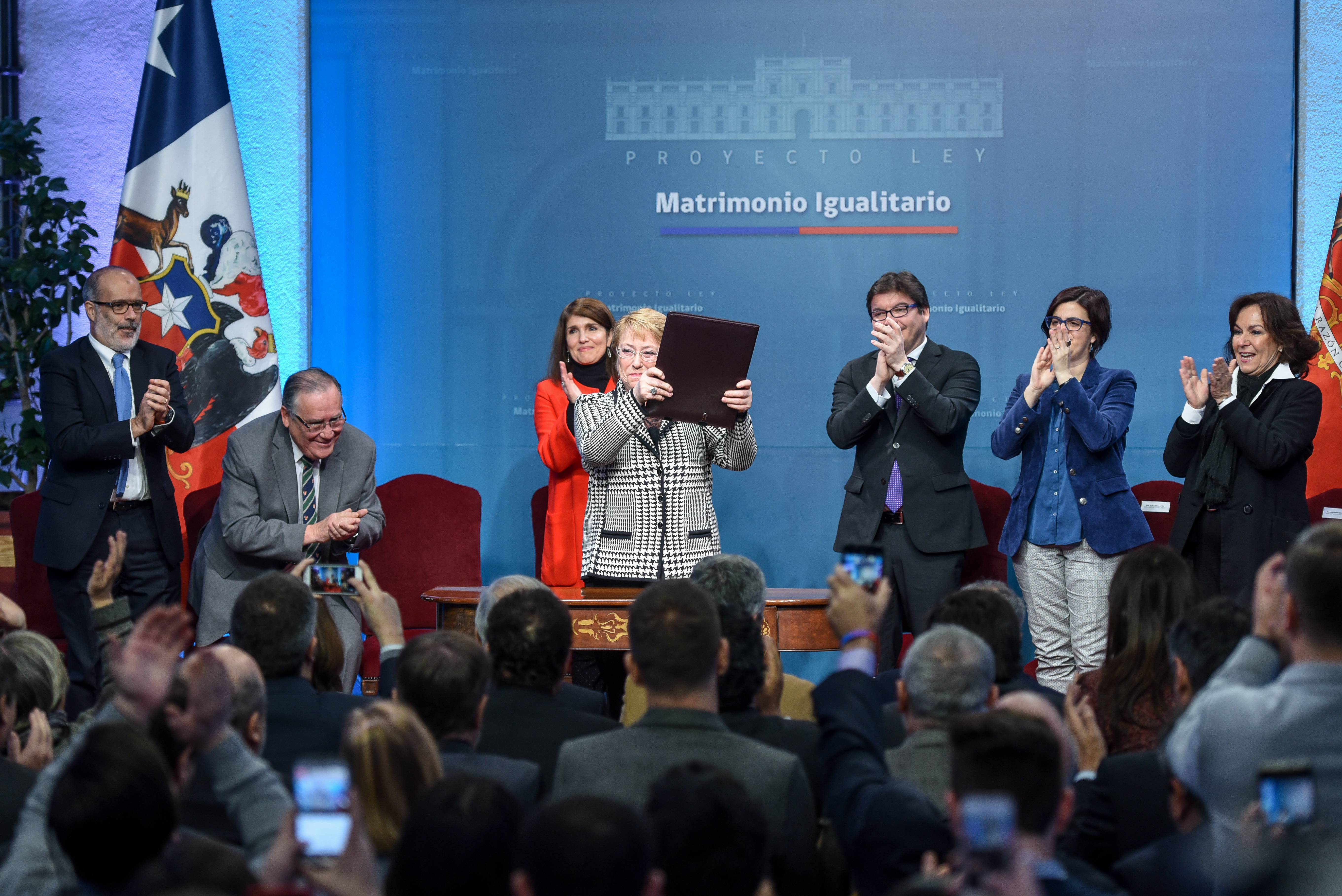
La presidenta Michelle Bachelet junto a la ministra Paula Narváez firman el proyecto de ley de Matrimonio Igualitario.

Dando cumplimiento a una de las promesas de campaña de Michelle Bachelet de la elección presidencial de 2013, la presidenta envió al Congreso Nacional el Proyecto de Ley de Matrimonio Igualitario el 28 de agosto de 2017. Esta medida también se consideró como parte del «Acuerdo de Solución Amistosa», suscrito en 2016 entre el Estado de Chile y el Movimiento de Integración y Liberación Homosexual (Movilh), luego de que este último demandó ante la Corte Interamericana de Derechos Humanos (CIDH) al Estado chileno por la prohibición del matrimonio homosexual en su ordenamiento jurídico.
El 5 de noviembre de 2019 y en medio de las protestas de ese año, la Comisión de Constitución, Legislación, Justicia y Reglamento del Senado de Chile aprobó en general la idea de legislar sobre el matrimonio de parejas del mismo sexo, continuando su tramitación legislativa para ser votada en la Sala de la Cámara Alta, donde fue aprobada en general por 22 votos favor, 16 en contra y una abstención el 15 de enero de 2020, regresando a la Comisión de Constitución para ser votada en particular.
El 1 de junio de 2021, durante su última Cuenta Pública, el presidente Sebastián Piñera anunció que pondría urgencia al proyecto de ley de matrimonio igualitario presentado durante el segundo gobierno de Michelle Bachelet. Dos días después, el 3 de junio de 2021, Piñera envió al Senado el proyecto de ley de matrimonio igualitario con la indicación de "suma urgencia", lo que significa que el Senado tiene quince días para despachar la iniciativa. Sin embargo, existieron críticas de parte de sectores de oposición que interpretaron este cambio de postura como pinkwashing al producirse en el momento de menor popularidad del presidente y tras varios años en los que no se habían impulsado nuevas políticas públicas en favor de los derechos LGBTI en su segundo mandato —la única normativa al respecto fue la ley de identidad de género, aprobada en septiembre de 2018 y promulgada en noviembre del mismo año, a inicios del gobierno de Piñera—; también generó críticas de parte de parlamentarios de derecha, especialmente evangélicos, que consideraron el anuncio como una traición al compromiso hecho por Piñera con dicho sector durante la elección que lo llevó al poder. El 29 de junio el proyecto fue aprobado por la Comisión de Constitución del Senado, por lo que pasó a su votación en sala, siendo aprobado el 21 de julio de 2021, pasando a su segundo trámite legislativo en la Cámara de Diputadas y Diputados.

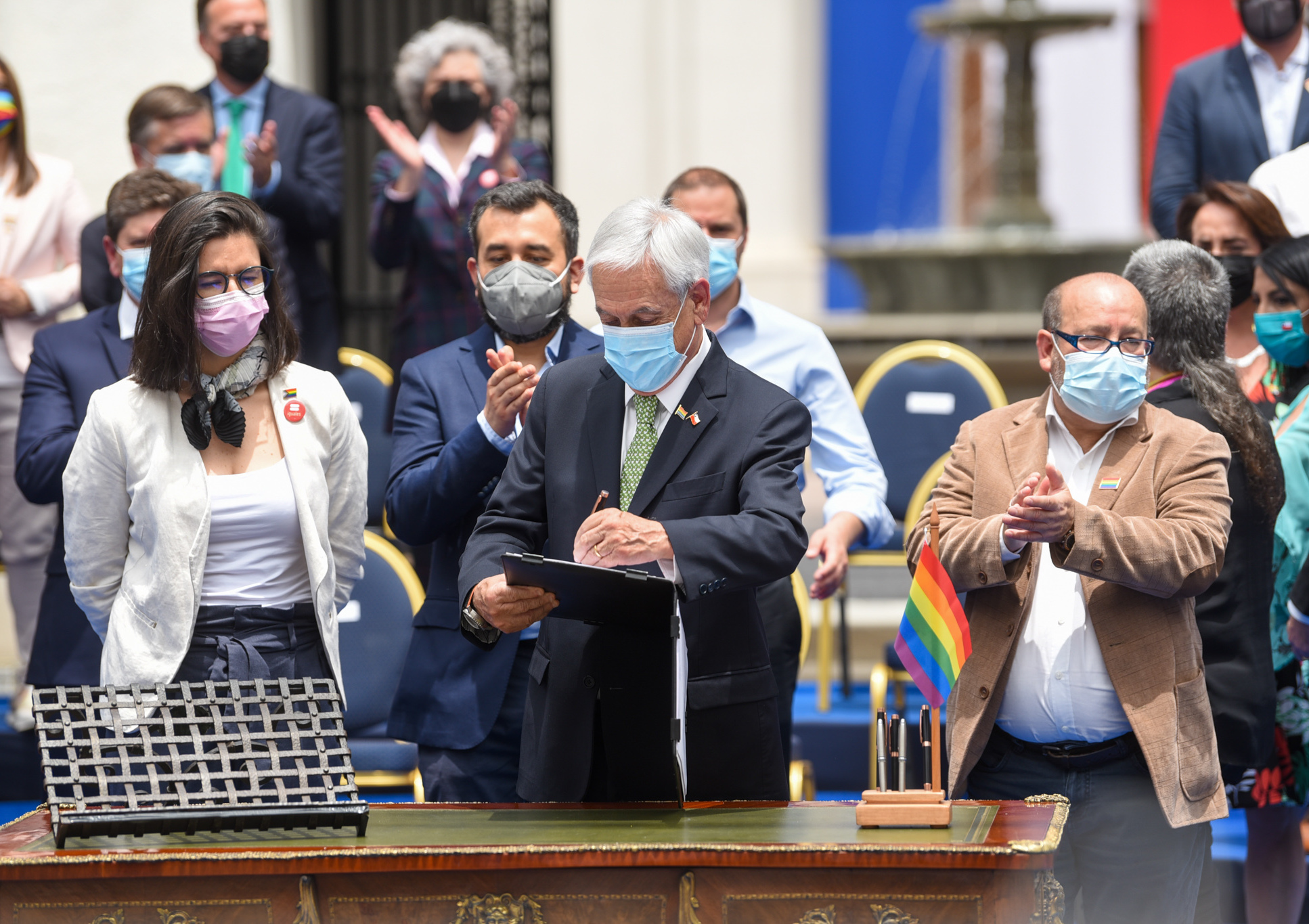
El presidente Sebastián Piñera firmando la promulgación de la Ley de Matrimonio Igualitario en el Palacio de La Moneda.

El 12 de octubre de 2021 el proyecto fue aprobado por la Comisión de Constitución de la Cámara de Diputadas y Diputados, con lo cual la iniciativa pasó a la Comisión de Hacienda, instancia en la cual fue aprobado su presupuesto el 3 de noviembre, pasando a votación en la sala de la Cámara el 23 del mismo mes, siendo aprobado por 101 votos a favor, 30 en contra y 2 abstenciones; posteriormente el proyecto retornó al Senado para su tercer trámite constitucional. El 30 de noviembre la cámara alta del Congreso chileno despachó el proyecto a una Comisión Mixta para resolver discrepancias de interpretación que existían respecto a cambios introducidos por la Cámara de Diputadas y Diputados; dicha instancia aprobó su informe final el 6 de diciembre.
Luego de la aprobación por la Comisión Mixta, el proyecto fue aprobado definitivamente el 7 de diciembre de 2021 por ambas cámaras, siendo promulgado por el presidente Sebastián Piñera dos días después. La ley 21.400 fue publicada en el Diario Oficial de la República de Chile el 10 de diciembre de 2021 y entró en vigor el 10 de marzo de 2022.

## Legislación vigente
La «Ley 21.400, que modifica diversos cuerpos legales para regular, en igualdad de condiciones, el matrimonio entre personas del mismo sexo» entra en vigencia 90 días después de su publicación en el Diario Oficial de la República de Chile, por lo que las primeras uniones se realizarían el 10 de marzo de 2022. Entre las reformas introducidas por la Ley de Matrimonio Igualitario se encuentran:
- Modificaciones en el Código Civil.
- Modificaciones en la Nueva Ley de Matrimonio Civil.
- Supresión del inciso final del artículo 12 de la ley N° 20.830, que creó el Acuerdo de Unión Civil.
- Modificaciones en la ley N° 4.808, sobre Registro Civil.
- Reformas al Código del Trabajo.
- Modificaciones en la ley N° 16.744, que establece normas sobre accidentes del trabajo y enfermedades profesionales.
- Modificaciones al decreto con fuerza de ley N° 150, del Ministerio del Trabajo y Previsión Social, que fija las normas sobre Sistema Único de Prestaciones Familiares y Sistema de Subsidios de Cesantía para los Trabajadores de los Sectores Privado y Público.
- Modificaciones en la ley N° 21.334, sobre determinación del orden de los apellidos por acuerdo de los padres. Esta reforma entrará en vigencia una vez que se promulgue el reglamento necesario para su aplicación.
- Reformas en la Ley de identidad de género.[28]

## Estadísticas
- La primera boda fue celebrada en la oficina del Registro Civil de Providencia el 10 de marzo de 2022, entre Javier Silva y Jaime Nazar, quienes además fueron la primera pareja masculina en hacerlo; mientras que el mismo día y lugar, Consuelo Morales y Pabla Heuser fueron la primera pareja femenina en celebrar dicha unión.[29][30]
- Durante el primer mes de entrada en vigencia de la ley, 170 parejas del mismo sexo contrajeron matrimonio en Chile, de las cuales 101 corresponden a bodas entre mujeres.[31]
- En los primeros once meses de vigencia de la ley (10 de marzo de 2022-10 de febrero de 2023) se registraron 2254 matrimonios entre parejas del mismo sexo (1227 entre mujeres y 1027 entre hombres), mientras que 473 personas fueron inscritas como hijos o hijas de uniones homosexuales.[32]
- En 2022 se realizaron 1098 matrimonios homosexuales, cifra que ascendió a 2254 en 2023. Hasta junio de 2024 se habían registrado en total 5049 matrimonios entre personas del mismo sexo: 2817 correspondientes a parejas de sexo femenino y 2232 de sexo masculino.[33]